# Eoophyla peribocalis
Eoophyla peribocalis là một loài bướm đêm trong họ Crambidae.